# Whakamoke orongorongo
Espèce
Whakamoke orongorongo est une espèce d'araignées aranéomorphes de la famille des Malkaridae.

## Distribution
Cette espèce est endémique de Nouvelle-Zélande. Elle se rencontre sur l'île du Nord dans la région de Wellington.

## Description
Le mâle holotype mesure 5,15 mm et la femelle paratype 5,92 mm.

## Étymologie
Son nom d'espèce lui a été donné en référence au lieu de sa découverte, Orongorongo.

## Publication originale
- Hormiga & Scharff, 2020 : The malkarid spiders of New Zealand (Araneae: Malkaridae). Invertebrate Systematics, vol. 34, no 4, p. 345-405.